# 카메룬숲땃쥐
카메룬숲땃쥐(Sylvisorex camerunensis)는 땃쥐과에 속하는 포유류의 일종이다. 카메룬 서부 지역 오쿠 산과 마넹구바 호수 근처의 산지 숲과 나이지리아 남동부의 고텔 산맥 또는 아다마와 고원에서 발견된다. 기준표본을 채집한 곳은 카메룬의 마넹구바 호수, 해발 1800m 지점이다.